# Dicrastylis costelloi
Dicrastylis costelloi là một loài thực vật có hoa trong họ Hoa môi. Loài này được F.M.Bailey mô tả khoa học đầu tiên năm 1891.